# Alberto Razzetti
Alberto Razzetti (Lavagna, 2 de junio de 1999) es un deportista italiano que compite en natación.
Ganó dos medallas en el Campeonato Mundial de Natación de 2024 y siete medallas en el Campeonato Mundial de Natación en Piscina Corta entre los años 2021 y 2024.
Además, obtuvo cinco medallas en el Campeonato Europeo de Natación, en los años 2021 y 2022, y seis medallas en el Campeonato Europeo de Natación en Piscina Corta, en los años 2021 y 2023.
Participó en dos Juegos Olímpicos de Verano, ocupando el octavo lugar en Tokio 2020 y el quinto en París 2024, en la prueba de 400 m estilos.
Estudió Ingeniería en la Universidad de Génova.

## Palmarés internacional
| Campeonato Mundial                  | Campeonato Mundial    | Campeonato Mundial | Campeonato Mundial |
| Año                                 | Lugar                 | Medalla            | Prueba             |
| ----------------------------------- | --------------------- | ------------------ | ------------------ |
| 2024                                | Doha (Catar)          | Medalla de plata   | 200 m mariposa     |
| 2024                                | Doha (Catar)          | Medalla de bronce  | 200 m estilos      |
| Campeonato Mundial en Piscina Corta |                       |                    |                    |
| Año                                 | Lugar                 | Medalla            | Prueba             |
| 2021                                | Abu Dabi (EAU)        | Medalla de oro     | 200 m mariposa     |
| 2021                                | Abu Dabi (EAU)        | Medalla de bronce  | 200 m estilos      |
| 2022                                | Melbourne (Australia) | Medalla de bronce  | 4 × 200 m libre    |
| 2024                                | Budapest (Hungría)    | Medalla de plata   | 200 m mariposa     |
| 2024                                | Budapest (Hungría)    | Medalla de plata   | 200 m estilos      |
| 2024                                | Budapest (Hungría)    | Medalla de bronce  | 400 m estilos      |
| 2024                                | Budapest (Hungría)    | Medalla de bronce  | 4 × 200 m libre    |
| Campeonato Europeo                  |                       |                    |                    |
| Año                                 | Lugar                 | Medalla            | Prueba             |
| 2021                                | Budapest (Hungría)    | Medalla de plata   | 200 m estilos      |
| 2021                                | Budapest (Hungría)    | Medalla de bronce  | 200 m estilos      |
| 2022                                | Roma (Italia)         | Medalla de oro     | 400 m estilos      |
| 2022                                | Roma (Italia)         | Medalla de plata   | 200 m estilos      |
| 2022                                | Roma (Italia)         | Medalla de bronce  | 200 m mariposa     |
| Campeonato Europeo en Piscina Corta |                       |                    |                    |
| Año                                 | Lugar                 | Medalla            | Prueba             |
| 2021                                | Kazán (Rusia)         | Medalla de oro     | 200 m mariposa     |
| 2021                                | Kazán (Rusia)         | Medalla de plata   | 400 m estilos      |
| 2021                                | Kazán (Rusia)         | Medalla de bronce  | 200 m estilos      |
| 2023                                | Otopeni (Rumania)     | Medalla de oro     | 400 m estilos      |
| 2023                                | Otopeni (Rumania)     | Medalla de plata   | 200 m mariposa     |
| 2023                                | Otopeni (Rumania)     | Medalla de plata   | 200 m estilos      |